# Habitation Gradis
L'habitation Gradis, ou habitation Prunes, est une ancienne plantation coloniale sucrière située sur la commune de Basse-Pointe en Martinique. Jusqu'à l'abolition définitive de l'esclavage en 1848, la production était principalement assurée par des esclaves.
L'ancienne maison de maître abrite aujourd'hui le Centre culturel du Grand Nord, lieu d’apprentissage de l’art et du théâtre, en passant par la danse et la musique.

## Histoire

### De l'habitation Prunes à l'habitation Gradis
La plantation et ses esclaves, appartenaient à Mathieu de Prunes du Rivier, ancien conseiller au Parlement de Bordeaux. Ce dernier devait la somme de 184 000 livres (soit 2 074 885 euros en 2020) aux banquiers et négociants de la Maison Gradis. En 1776, il vend sa propriété à cette firme, alors dirigée par les frères David et Moïse Gradis, pour la somme de 611 000 livres (soit environ 6 800 000 euros en 2020). Le patriarche de la famille, Abraham Gradis, estimant l'investissement insuffisamment rentable, voire risqué, s'était jusqu'ici toujours refusé à posséder des plantations aux colonies. Il finira toutefois par changer d'avis sous la pression de son neveu David « fils de Benjamin, esprit pratique et ferme, qui ne cessait d'inciter ses oncles à entrer dans les innombrables créances de la maison ».
Bien que la loi (Code noir) interdise aux Juifs de posséder des terres et des esclaves dans les colonies, leur utilité les rendait tolérables ; ainsi, il existait de rares dérogations, ne leur permettant pas pour autant de jouir des mêmes droits que les autres colons, « pourvu toutefois qu'ils s'abstiennent de tout exercice public de la religion qu'ils professent ». La société David Gradis et fils a pu obtenir l'autorisation de jouir librement de cette propriété, et de celles qu'elle possédait à Saint-Domingue, en arguant des lettres patentes concédées aux juifs portugais de Bordeaux par Henri II et de l'autorisation du ministre Maurepas, qui tenait Abraham Gradis en affection, en reconnaissance des multiples services rendus à la couronne.
En 1790, les frères David et Moïse Gradis font le partage de leurs biens et l'habitation appartient alors uniquement à Moïse, mais conserve le nom commercial de David Gradis et fils. L'année suivante, la révolte des esclaves à Saint-Domingue menace les intérêts de la firme, amenant Moïse à venir s'installer en 1794 à Philadelphie afin de sauver les habitations. Puis, il est obligé de venir s'installer personnellement sur l'île de 1800 à 1803 afin d'éviter le séquestre de sa propriété par les occupants britanniques, qui contrôlent la Martinique de 1794 à 1802. Cette occupation, accueillie positivement par les colons de l'île, explique pourquoi la première abolition de l'esclavage, décrétée par la Convention nationale en 1794, n'a pu s'appliquer aux captifs de la plantation, d'autant que Napoléon rétablit l'esclavage aux Antilles en 1802, deux mois après la fin de l'occupation britannique de la Martinique.
Dès l'arrivée de Moïse Gradis dans l'habitation en 1800, il s'investit pleinement en achetant des esclaves. L'ancien armateur négrier, devenu colon planteur, se plaint à son frère David, resté à Bordeaux, de la cherté des captifs africains :  « J'ai acheté dernièrement d'une cargaison de Nègres qui se sont vendu (sic) bien cher [...]. Il me les falloient pour remplacer ceux qui me sont morts » (courrier du 4 décembre 1801). Parallèlement, Moïse expédie le sucre produit par son habitation directement vers Londres, jusqu'à ce que la paix d'Amiens, mettant provisoirement fin à l'occupation anglaise, lui permette d'envoyer la production à son frère à Bordeaux.

### Reprise de la firme par Benjamin Gradis en 1811
En 1811, Benjamin Gradis, dit Le Jeune, prend les rênes de la société familiale.
En 1840-41, lors de son passage dans les îles, Victor Schoelcher constate la mise en place, dans la plantation Gradis, d'une politique incitative en faveur des mariages entre esclaves, l'approvisionnement en esclaves était devenu presque impossible par la traite négrière, illégale depuis 1815. Les propriétaires prennent à leur charge les frais de la noces, et versent une dot de 120 francs. De plus, la punition par le fouet est infligée de manière plus décente une fois la femme esclave mariée. Auparavant elles étaient couchées nues par terre pour recevoir les coups, désormais elles les reçoivent debout, sur les jupes. Le but de ces unions est de favoriser la reproduction des captifs, qui est désormais le principal moyen de maintenir leur nombre depuis l'interdiction, au moins officielle, de la traite en 1815. Dans l'habitation Gradis cette politique porte ses fruits, et Schoelcher dénombre 22 ménages mariés. Il constate aussi que les Gradis possèdent dans leur plantation 85 enfants en dessous de 14 ans, pour un total de 220 esclaves.
Après le vote des lois Mackau en 1845 et 1846, destinées à suivre le modèle anglais d'émancipation progressive des esclaves (de 1833 à 1838), les propriétaires de plantations s'inquiètent de ne plus pouvoir maintenir la discipline esclavagiste dans les ateliers. En effet, dans plusieurs domaines, le pouvoir des maîtres se trouve désormais étroitement encadré et surveillé (entretien et nourriture de l'esclave, modalités des châtiments, durée quotidienne du travail servile, instruction des jeunes esclaves, mariage, modalités du rachat des libertés). Dans les plantations, les esclaves organisent des réunions (clandestines ou publiques) pour débattre de ces nouvelles mesures, déclenchent des arrêts de travail, et des bagarres et échauffourées se succèdent.
L'habitation Gradis, alors une des plus importantes de la Martinique, connaît des troubles. En juillet 1846, son géreur constate des « démonstrations d'insubordination » et s'en plaint à la famille Gradis : « Les nègres se parlaient entr'eux des nouvelles lois et montraient pour le travail la plus mauvaise volonté. Différents jours, plusieurs nègres mâles ne vinrent au travail qu'à dix heures du matin. D'après l'ordonnance, je les fis châtier de quinze coups de fouet. Plusieurs négresses suivirent cet exemple. Je les fis enfermer dans une chambre de l'ancienne Purgerie ». Ces mesures entraînent une réaction unitaire de l'atelier qui débouche sur une contestation massive du travail de nuit. Celle-ci se prolongeant, il faudra l'intervention de la gendarmerie et des représailles du géreur pour rétablir l'autorité de ce dernier : « J'ai supprimé tous les suppléments de vivres, toute permission d'aller à leurs affaires personnelles dans le courant de la semaine »,.
Depuis leur résidence bordelaise, les propriétaires absentéistes de l'habitation Gradis envoient alors une lettre le 20 septembre 1846 au baron de Mackau, ministre de la marine et des colonies, pour le supplier « de ne pas faire un pas de plus dans la voie des concessions », soulignant le « péril imminent » pour leur fortune, et recommandant au baron « d'augmenter les garnisons » aux colonies. Dans la même lettre, ils contestent le bien-fondé de l'émancipation : « de quelque philanthropie que l'on soit armé et considérant les nègres, soit en Afrique soit en Amérique, on ne peut se dissimuler que ce sont en réalité de grands enfants. Jamais ils ne travailleront pour eux-mêmes au-delà du besoin de la nourriture »,.

### Abolition de l'esclavage en 1848 et retour de l'engagisme
En 1848, après l'abolition de l'esclavage, la première pour la Martinique, la Deuxième République indemnise les propriétaires esclavagistes. Benjamin Gradis reçoit alors 76 304 Francs or, en dédommagement de l'affranchissement de ses 175 esclaves. Cette somme vient se rajouter aux 71 380 Francs or qu'il avait touché en 1825 de la part de la République d'Haïti pour compenser la perte de ses plantations causée par les révoltes d'esclaves.
Face au refus des nouveaux libres de travailler sur les habitations pour des salaires de misère, les propriétaires d’habitations sont confrontés à un manque de main-d’œuvre. En collaboration avec l’administration de la colonie, ils font alors venir de nombreux immigrants indiens pour s'installer et travailler dans les champs de cannes.

### Industrialisation sous Henri Gradis
En 1858, Henri Gradis, fils de Benjamin, prend la direction de la Maison Gradis. Près de la plantation, il fonde en 1889 l'usine centrale de Basse-Pointe (dite usine Gradis), qui traitait les cannes à sucre des habitations voisines (Hackaërt, Eyma, Moulin l'Etang, ...) et devient le poumon économique de Basse-Pointe. L'usine est gérée par la Société anonyme des sucreries de l'usine de Basse-Pointe, ayant son siège à Saint-Pierre, et constituée entre la famille Gradis (actionnaire majoritaire), les propriétaires des habitations voisines, le consul britannique William Lawless et la famille Ariès.

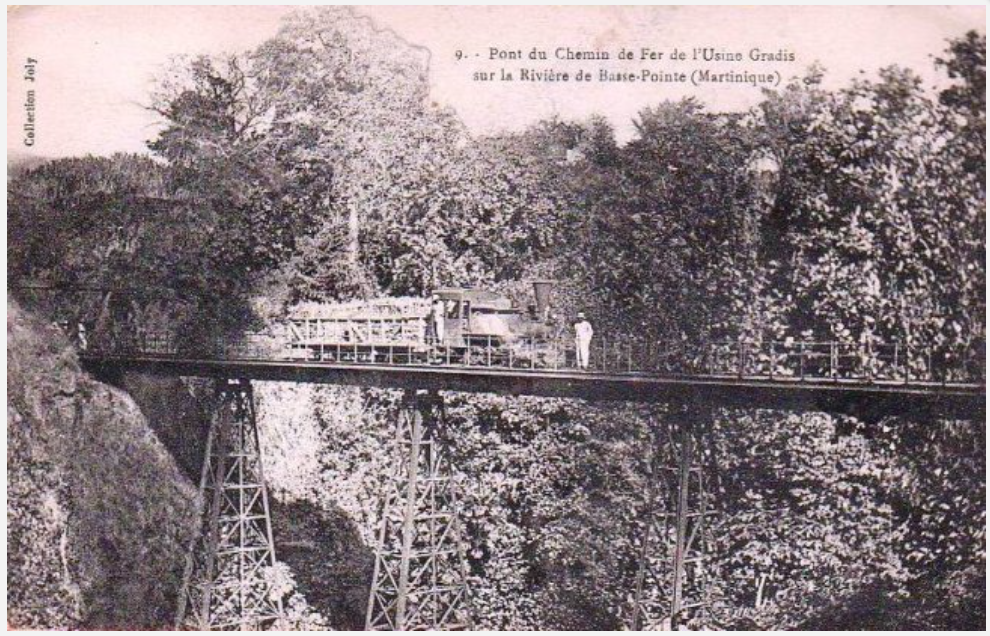
Le pont de Gradis.

L'usine fonctionnait grâce à la bagasse et l'eau conduite par un canal. La canne à sucre était transportée par l'une des toutes premières locomotives à vapeur de la Martinique et le pont de Gradis, reliant l'habitation Gradis à l'habitation Eyma (où est né le poète Aimé Césaire, qui grandira avec l'habitation Gradis).
En 1921, l'administration de l'usine est confiée au béké Victor Depaz qui devient également propriétaire de l'usine.
Le 6 septembre 1948, Guy de Fabrique Saint-Tours, administrateur blanc créole (béké) des habitations sucrières Pécoul, Gradis, Leyritz et Moulin L'Etang, propriétés du riche industriel Victor Depaz, est assassiné dans un champ de cannes de l'habitation Leyritz gérée par son frère Gaston. Ce meurtre est à l'origine de l'affaire dite des 16 de Basse-Pointe.
L'habitation Gradis ferme en 1964.
Le domaine est principalement planté en bananes aujourd'hui. Un petit temple hindou se trouve à l'ouest de la maison de maître de l'habitation.
Désormais, le Centre culturel du Grand Nord est installé dans l'ancienne maison des maîtres. Il porte le nom de Centre culturel Antoine Tangamen (1902-1992), en hommage à l'un des derniers prêtres hindous qui pratiquaient la langue tamoule. Antoine Tangamen a été commandeur sur l'habitation Gradis, et y a résidé toute sa vie.

## Protection
Certaines parties du site figurent depuis 2003 à l'Inventaire général du patrimoine culturel, comme la maison des maîtres, l'ancienne usine, deux cases et un temple hindou.

## Sources
- Émile Eadie, Éléments d'histoire des habitations de la Martinique du XVIIe au XXe siècle, CRDP de Martinique, 2007
- Le patrimoine des communes de la Martinique, éditions Flohic, 1998
- Jean de Maupassant, Un grand armateur de Bordeaux. Abraham Gradis (1699-1780), Préface de Camille Jullian, Féret et fils, 1931, 192 p. (archive.org : Texte entier)
- Silvia Marzagalli, « Opportunités et contraintes du commerce colonial dans l'Atlantique français au XVIIIe siècle : le cas de la maison Gradis de Bordeaux », Outre-Mers. Revue d'histoire,‎ 2009, p. 87-110 (lire en ligne)
- Éric Saugera, Bordeaux port négrier (XVIIe – XIXe siècles), Paris, Éditions Karthala, 2002 (1re éd. 1995), 384 p. (ISBN 978-2-8111-4623-8)